# ایشپاکایا
ایشپاکایا یک پادشاه سکایی بود که در دوره حضور سکاها در آسیای غربی در قرن هفتم قبل از میلاد حکومت کرد. از ایشپاکایا در سالنامه‌های آشوری ایام سلطنت اسرحدون یاد می‌شود که ظاهراً رهبر یکی از قبایل سکاها بوده است. طبق متون وی با یکی شاهکان ماننا متحد شده بود علیه اسرحدون از واپسین پادشاهان مقتدر آشور.

## جنگ‌ ایشپاکایا با اسرحدون
نوشته‌های آشوری درباره لشکرکشی آشور به ماننا به طور مجمل و بسیار مختصر صحبت می‌دارند و این دلیل قاطعی است بر اینکه موفقیتی کسب نکردند. اسرحدون نوشته است: من افراد کشور ماننا و کوتیان ناآرام را پراکنده کردم و لشکریان ایشپاکایا را که متحد ماننا بود و نتوانست نجاتشان دهد به نیروی سلاح مغلوب ساختم.